# Колосов, Владимир Андреевич
Влади́мир Андре́евич Ко́лосов (14 ноября 1926 — 25 апреля 1998) — командир орудия батареи 45-мм пушек 1087-го стрелкового Тарнопольского Краснознамённого полка 322-й стрелковой Житомирской Краснознамённой ордена Суворова дивизии, участник Великой Отечественной войны, кавалер ордена Славы трёх степеней.

## Биография
Родился 14 ноября 1926 года в деревне Малое Рыжкове (ныне в составе Кромского района Орловской области России). Из семьи крестьянина. Русский.
Окончил 9 классов школы в 1940 году. До войны трудился в колхозе. В начале Великой Отечественной войны, в 1941—1943 годах, пережил немецкую оккупацию в родных местах.
После освобождения Орловской области 22 ноября 1943 года был призван на срочную службу в Красную армию Кромским районным военкоматом Орловской области. Участник Великой Отечественной войны с декабря 1943 года, воевал на протяжении всего своего боевого пути в артиллерии 1087-го стрелкового полка 322-й стрелковой Житомирской Краснознамённой ордена Суворова  дивизии 60-й армии.
Впервые отличился через несколько дней после прибытия на фронт, когда будучи связным артиллерийской батареи на поле боя под огнём обеспечивал связь командиру батареи с взводами и с отдельными орудиями в декабрьских боях 1943 года. В следующем месяце был награждён своей первой наградой — медалью «За отвагу». Вскоре был переведён в состав расчёта артиллерийского орудия и очень быстро стал командиром расчёта.
Командир орудия батареи 45-мм пушек 1087-го стрелкового полка 322-й стрелковой дивизии (28-й стрелковый Львовский корпус, 60-я армия, 1-й Украинский фронт) сержант Колосов Владимир Андреевич в ходе Львовско-Сандомирской операции 14 июля 1944 года отличился при прорыве немецкой обороны на территории Тернопольской области Украинской ССР и в последующих наступательных боях. Расчёт его орудия уничтожил 1 штурмовое орудие, 5 пулемётных точек, 1 миномёт с расчётом, до 20 солдат.
За образцовое выполнение боевых заданий командования на фронте борьбы с немецкими захватчиками и проявленные при этом доблесть и мужество приказом по 322-й стрелковой дивизии № 032-н от 3 сентября 1944 года сержант Колосов Владимир Андреевич награждён орденом Славы 3-й степени.
В бою 22 августа 1944 года за населённый пункт Нагошин (9 километров севернее города Дембица, Польша). Отбивая контратаку врага, во главе расчёта истребил свыше 20 солдат противника, и во многом обеспечил успех боя за взятие Нагошина.
За образцовое выполнение боевых заданий командования на фронте борьбы с немецкими захватчиками и проявленные при этом доблесть и мужество приказом по 322-й стрелковой дивизии № 033-н от 15 сентября 1944 года сержант Колосов Владимир Андреевич награждён орденом Славы 3-й степени.
Впоследствии, Указом Президиума Верховного Совета СССР от 3 июля 1978 года был перенаграждён орденом Славы 1-й степени, став полным кавалером ордена Славы.
В бою 20—21 января 1945 года на подступах к населённому пункту Райско (Польша) при прорыве немецкой обороны уничтожил позицию немецкого станкового пулемёта, а при отражении немецкой контратаки — до 30 солдат противника. Затем в бою за станцию Рычув огнём прямой наводкой уничтожил 2 станковых пулемёта с их расчётами, автомашины с пехотой и до 25 солдат и офицеров. В следующем бою выкатил с расчётом орудие на близкое расстояние к противнику и под пулемётным огнём истребил 3 миномёта с расчётами.
За образцовое выполнение боевых заданий командования на фронте борьбы с немецкими захватчиками и проявленные при этом доблесть и мужество приказом по войскам 60-й армии № 083-н от 15 мая 1945 года старший сержант Колосов Владимир Андреевич награждён орденом Славы 2-й степени.
После войны служил в Советской Армии. В марте 1947 года В. А. Колосов был демобилизован.
Жил в Калининграде. Служил в органах внутренних дел, трудился контролёром вневедомственной охраны Калининградского морского торгового порта. В последние годы жизни на пенсии.
Умер 25 апреля 1998 года.

## Награды
- Орден Отечественной войны I степени (11.03.1985)[3]
- Орден Красной Звезды(15.09.1944)[4]
- Орден Славы III степени  (15.09.1944) 3 июля 1978 года был перенаграждён орденом Славы I степени[5]
- Орден Славы II степени(5.11.1944)[6]
- Орден Славы III степени (10.07.1944)[7]
- Медаль «За отвагу» (17.01.1944)[8]
- Медаль «В ознаменование 100-летия со дня рождения Владимира Ильича Ленина» (6 апреля 1970)
- Медаль «За победу над Германией в Великой Отечественной войне 1941—1945 гг.» (9 мая 1945[9])
- Юбилейная медаль «Двадцать лет Победы в Великой Отечественной войне 1941—1945 гг.» (7 мая 1965[10])
- Юбилейная медаль «Тридцать лет Победы в Великой Отечественной войне 1941—1945 гг.»[11]
- Медаль «Сорок лет Победы в Великой Отечественной войне 1941—1945 гг.»[12]
- Юбилейная медаль «50 Победы в Великой Отечественной войне 1941—1945 гг.»
- Юбилейная медаль «60 лет Победы в Великой Отечественной войне 1941—1945 гг.»
- Медаль «Ветеран труда»
- Юбилейная медаль «50 лет Вооружённых Сил СССР» (26 декабря 1967[13])
- Юбилейная медаль «60 лет Вооружённых Сил СССР» (28 января 1978[14])
- Знак «25 лет победы в Великой Отечественной войне» (1970)